# Mesura de Haar
En anàlisi matemàtc, la  mesura de Haar  és una manera d'assignar un «volum invariant» als subconjunts de grups topològics localment compactes i de definir posteriorment una integral per a les funcions sobre aquests grups. Aquesta mesura va ser introduïda per Alfred Haar, matemàtiques hongarès, al voltant de l'any 1932. Vegeu també Dualitat de Pontryagin. Les mesures de Haar es fan servir en moltes parts de l'anàlisi i de la teoria de nombres.

## Preliminars
Sigui  G  un grup topològic localment compacte. En aquest article, la σ-àlgebra  X  generada per tots els subconjunts compactes de  G  es diu l'àlgebra de Borel. Un element de l'àlgebra de Borel s'anomena un conjunt de Borel.
Si  a  és un element de  G  i  S  és un subconjunt de  G , llavors definim l'esquerre i dret trasllats de  S  la manera següent:
- La translació esquerra:

{\displaystyle aS=\{a\cdot s:s\in S\}.}
- La translació dreta:

{\displaystyle Sa=\{s\cdot a:s\in S\}.}
Les translacions esquerra i dreta traslladen conjunts de Borel a conjunts de Borel.
Una mesura μ en els subconjunts de Borel de  G  s'anomena  invariant per translació esquerra  si i només si per a tots els subconjunts de Borel  S  de  G  i per a tota  a  a  G  es té
{\displaystyle \mu (aS)=\mu (S).\quad }

Una definició similar es fa per a la  invariància per translació dreta .

## Existència de la mesura esquerra de Haar
Es verifica que hi ha, tret una constant multiplicativa, només una mesura regular invariant per translació esquerra en  X  que sigui finita en tots els conjunts de Borel de  G  tals que el μ ( U )>; 0 per a qualsevol obert de Borel no buit  U  donat. Aquí, es diu que μ és regular  sii 
- Μ ( K ) és finita per a cada conjunt compacte  K .

- Cada conjunt de Borel  L  és regular exterior:

{\displaystyle \mu (E)=\inf\{\mu (U):E\subseteq U,U{\mbox{obert i Borel}}\}.}
- Si  N  és de Borel, llavors  L  és regular interior:

{\displaystyle \mu (E)=\sup\{\mu (K):K\subseteq E,K{\mbox{compacte}}\}.}

 Observació . Observeu que en alguns casos patològics, un conjunt pot ser obert sense ser de Borel. Per aquesta raó, en la propietat de regularitat exterior, el rang de l'ínfim s'estableix específicament sobre conjunts que són oberts i de Borel. Aquestes patologies mai ocorren si  G  és un grup localment compacte la topologia subjacent és metritzables separable, observeu que en aquest cas l'estructura de Borel és aquella generada per tots els conjunts oberts.

## La mesura dreta de Haar
Pot també ser provat que hi ha una mesura ν regular invariant per translació dreta essencialment única, però no necessita coincidir amb la mesura μ regular invariant per translació esquerra. Aquestes mesures són iguals només per als grups anomenats  unimodulares  (vegeu a sota). És fàcil, però, trobar una relació entre el μ i ν.
De fet, per a un Borel  S  donat,  S   - 1  denota el conjunt d'inversos d'elements de  S . Observeu que si definim
{\displaystyle \mu _{-1}(S)=\mu (S^{-1})\quad }
llavors això és una mesura dreta de Haar. Per demostrar la invariància dreta, apliqui's la definició:
{\displaystyle \mu _{-1}(Sa)=\mu ((Sa)^{-1})=\mu (a^{-1}S^{-1})=\mu (S^{-1})=\mu _{-1}(S).\quad }
Perquè la mesura dreta és única, es dedueix que μ  -1  és un múltiple de ν i llavors
{\displaystyle \mu (S^{-1})=k\nu (S)\,}

per a tot  S  de Borel fix, on  k  és alguna constant positiva.

## La integral de Haar
Utilitzant la teoria general de la integració de Lebesgue, es pot llavors definir una integral per a totes les funcions mesurables  f  de Borel en  G . Aquesta integral s'anomena la  integral de Haar . Si μ és una mesura esquerra de Haar, llavors
{\displaystyle \int _{G}f(sx)\ d\mu (x)=\int _{G}f(x)\ d\mu (x)}
per a qualsevol funció integrable  f . Això és immediat per a les funcions de graó que donen essencialment la definició de la invariància esquerra.

## Aplicacions
Les mesures de Haar s'utilitzen en anàlisi harmònica en grups localment compactes arbitraris, considereu la dualitat de Pontryagin. Una tècnica sovint usada per provar l'existència d'una mesura de Haar en un grup localment compacte  G  és demostrant l'existència d'una mesura de Radon invariant esquerra en  G .

Observeu que, a menys que  G  sigui un grup discret, és impossible definir una mesura invariant dreta comptablement-additiva sobre tots els subconjunts de  G , si s'assumeix el axioma d'elecció. Vegeu conjunts no mesurables.

## Exemples
- La mesura de Haar en el grup topològic (R ,+) que pren el valor 1 en l'interval [0, 1] és igual a la restricció de la mesura de Lebesgue als subconjunts de Borel de R. Això es pot generalitzar a (R n,+).
- Si G és el grup de nombres reals positius amb la multiplicació com a operació, llavors la mesura de Haar μ (S) ve donada per

{\displaystyle \mu (S)=\int _{S}{\frac {1}{t}}\,dt}
per a qualsevol subconjunt S de Borel en els reals positius.
Això es generalitza al següent:
- Per G = GL (n, R) les mesures esquerres i dretes de Haar són proporcionals i

{\displaystyle \mu (S)=\int _{S}{1 \over |\det(X)|^{n}}\,dx}
on dx denota la mesura de Lebesgue en R  {\displaystyle n^{2}} , el conjunt de totes les matrius n × n. Això es segueix de la fórmula del canvi de variables.
- Més generalment, en qualsevol grup de Lie de dimensió d una mesura esquerra de Haar pot ser associada a qualsevol d -forma ω invariant esquerra diferent de zero, com la mesura de Lebesgue |& omega ,|, i semblantment per a les mesures dretes de Haar. Això significa també que la funció modular pot ser computada, com el valor absolut del determinant de la representació adjunta.

## La funció modular
Observeu que la translació esquerra d'una mesura de Haar dreta és una mesura dreta de Haar. Més exactament, si ν és una mesura dreta de Haar, llavors
{\displaystyle A\mapsto \mu (t^{-1}A)\quad }
és també invariant dreta. Així, hi ha una funció única tal que per a cada conjunt de Borel  A 
{\displaystyle \mu (t^{-1}A)=\Delta (t)\mu (A).\quad }

Un grup és unimodular sii la funció modular és idènticament 1. Exemples de grups unimodulares són els grups compactes i els grups abelians. Un exemple d'un grup no unimodular és el grup de les transformacions de la forma
{\displaystyle x\mapsto ax+b\quad }
a la recta real.